# Niptodes rotundicollis
Niptodes rotundicollis is een keversoort uit de familie klopkevers (Ptinidae). De wetenschappelijke naam van de soort werd in 1846 gepubliceerd door Pierre Hippolyte Lucas.